# Abbabach
Abbabach là một sông phụ lưu của sông Rhein ở Nordrhein-Westfalen, Đức